# Marco Schällibaum
Marco Schällibaum (Zürich, 6 april 1962) is een Zwitsers voormalig voetballer en voetbalcoach die speelde als verdediger.

## Carrière
Schällibaum speelde gedurende zijn 15-jarige carrière voor verschillende ploegen in Zwitserland. Hij speelde achtereen volgens voor Grasshopper, FC Basel, Servette en FC Luzern.
Hij maakte in 1982 zijn debuut voor Zwitserland waarvoor hij 31 wedstrijden speelde en 1 keer kon scoren.
Daarna begon Schällibaum een carrière uit te bouwen waarbij hij een hele reeks van Zwitserse clubs trainde. Enkel de Canadese club Montreal Impact was een buitenlands avontuur. In eigen land trainde hij achtereenvolgens Stade Nyonnais, FC Basel, BSC Young Boys, Servette, Concordia Basel, FC Sion, FC Schaffhausen, AC Bellinzona, FC Lugano, FC Chiasso, FC Aarau en terug FC Basel.
Bij Basel was hij maar kort assistent maar kreeg hij in de loop van de volgende jaren functies als individuele trainer, hoofd jeugdopleiding en interim jeugdcoach.

## Erelijst

### Als Trainer
- Montreal Impact
  - Canadian Championship: 2013